# Nadir Rüstəmli
Nadir Rəşid oğlu Rüstəmli (Salyan, 8 juli 1999) is een Azerbeidzjaanse zanger.

## Biografie
Rüstəmli begon in 2016 met de uitbouw van zijn muzikale carrière. Eind 2021 besloot hij zijn kans te wagen in Səs Azərbaycan, een Azerbeidzjaanse talentenjacht die hij uiteindelijk wist te winnen. Enkele weken na zijn overwinning werd hij door de Azerbeidzjaanse openbare omroep voorgedragen voor deelname aan het Eurovisiesongfestival 2022 in het Italiaanse Turijn.
2008: Elnur & Samir · 
2009: AySel & Arash · 
2010: Səfurə Əlizadə · 
2011: Ell & Nikki · 
2012: Səbinə Babayeva · 
2013: Fərid Məmmədov · 
2014: Dilarə Kazımova · 
2015: Elnur Hüseynov · 
2016: Səmra Rəhimli · 
2017: Dihaj · 
2018: Aysel Məmmədova · 
2019: Chingiz · 
2021: Efendi · 
2022: Nadir Rüstəmli · 
2023: TuralTuranX · 
2024: Fahree feat. İlkin Dövlətov · 
2025: Mamagama